# Старокиевская крепость
Старокиевская крепость — комплекс укреплений вокруг Верхнего города в Киеве, существовавший с 1654 года до конца XVIII века.
Название крепость употребляется достаточно условно, фактически были восстановлены старые оборонительные сооружения Верхнего города, в котором был размещён гарнизон царских ратных людей. Сначала они жили в домах горожан, что нередко вело к конфликтам. Впоследствии на землях, принадлежащих монастырям и мещанам, были построены Рейтарская и Стрелецкая слободки. В 1667 году насчитывалось 480 домов, принадлежавших царским ратникам. К началу XVIII столетия укрепления составляли:
- земляная ограда, частью бастионного начертания, с несколькими внешними постройками, окружавшая старый город, подразделенный, кроме того, внутренними валами на части Андреевскую (А), Михайловскую (Б), Софийскую (В) и Печерскую (Г);
- каменная ограда вокруг Печерского монастыря, усиленная в 1700 году земляным валом с частоколом наверху и наружным рвом.

## История
Киев как крепость и город был основан, по преданию, в V веке. По сказанию Нестора, в IX веке Киев занимал часть возвышенного берега Днепра, на небольшом его протяжении, на начало XX века, от Андреевской церкви до Боричева спуска. В IX веке крепость-город был обнесён земляным валом, составлявшим сомкнутую ограду, длиной до 600 саженей, был ли вал усилен ещё и деревянной оградой наверху, в точности неизвестно.
При Владимире Святом город достиг высокой степени расцвета и расширился. Новая крепостная стена определяла территорию города Владимира. В 1037 году Ярослав Мудрый, желая обеспечить защитой сильно разросшийся город от польских и татарских нападений, построил новую крепостную стену (город Ярослава), которая, прикрывая предместья, примыкала своими оконечностями к старой земляной ограде. В этот период времени город занимал примерно всю Старокиевскую гору. В эпоху феодальной раздробленности Киев переходил от одного русского князя к другому и стал хиреть, разоряться захватчиками, и впоследствии порабощён полякам вместе с Польской Русью.
С 1600 года, когда город был сделан главным городом малороссийского киевского полка, его судьба упрочилась, а в 1654 году гетман Богдан Хмельницкий, принеся со всеми запорожскими черкасами присягу на верноподданство России, передал Киев во владение Русского государства и оно приняло его.

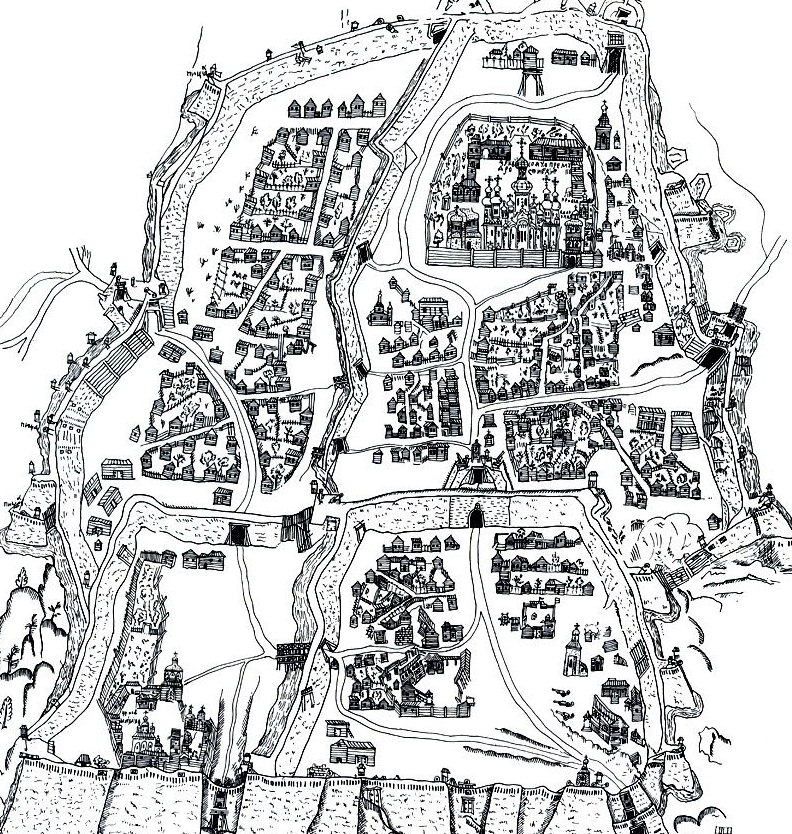
Верхний Киев на плане 1695 года

Сооружение городской крепости как места дислокации русского гарнизона и администрации во главе с воеводами началось сразу после Переяславской рады. Численность колебалась от 2,5 до 7 тысяч человек. При строительстве были использованы заброшенные валы древнерусского времени (город Владимира, город Ярослава), которые называли Малым и Большим земляным городом. На первом этапе существования укрепления представляли собой валы с «острогом» (частоколом) на гребне и деревянными башнями.

## Основные параметры
Внутри крепости находились двор воеводы, приказная палата, почтовый двор, «полковые избы» (казармы), колодцы, склады с оружием и продовольствием. С 1672 года при участии западноевропейских инженеров (в частности, Патрика Гордона) проводились модернизация укреплений (увеличение толщины валов, замена острога бруствером, а башен — «роскатамы» и «выводами», строительство «выводных городков») и строительство новых «поперечных» (внутренних) валов, в результате чего территорию крепости были разделены на четыре части (отделения) — Андреевское, Софийское, Печерское и Михайловское.
После основания 1706 году Печерской крепости (см. Киевская крепость), в которую перебрались губернская администрация (1711 год) и основные силы гарнизона, Старокиевская крепость начала терять свое значение. Впрочем, в 1730-е года при Христофоре Минихе и в 1740-е — 1750-е годы под руководством Даниила Дебоскета проводились работы по её ремонту и модернизации, в частности были построены двое кирпичных ворот — Золотые (1753 год, рядом с древнерусскими Золотыми воротами, которые оказались в теле вала; снесены в 1799 году) и Печерские (около 1756 года, снесены в 1833 году, условно воспроизводимые на площади Независимости 2001 год). Между 1797 и 1799 годами Старокиевская крепость была ликвидирована. Её валы снесли между 1830-ми и 1870-ми годами.